# Пиластер
Пиластер је архитектонски елеменат, који унеколико иступа из равни зида фасаде или ентеријера. Има облик непотпуног стуба, украсне намене је и није део конструктивног система грађевине. Ако испуњава конструктивну функцију ради се претежно о ослонцу. Често се дели стопу, стабло ступа и капител. Може да има кружни или правоугаони пресек.
Пиластер је стога најчешће архитектонски елеменат и ствара утисак да чини стуб, који је овде као део конструкције грађевине. Наглашава рубове врата, прозорских отвора или портала, наглашава или појачава зидове или рашчлањава зид. 
Код армиранобетонских објеката и код великих зграда пиластер може побољшавати климатске услове на згради. То је случај када се пиластер употребљава као облога за челични стуб обзиђивањем, при чему се побољшавају услови противпожарне заштите.